# 吳紹起
吳紹起（1933年1月2日—），是浙江嵊州籍迁台原子能科学家。他先後畢業於兵工工程學院（今國防大學理工學院）與國立清華大學原子科學研究所（退伍後考取），公費留學日本東北帝國大學（今國立東北大學）獲得核子化學博士學位。自中山科學研究院籌備時期加入，曾擔任中山科學研究院原子所組長、副所長，主持多項核能計畫。後因張憲義事件，1983年改調至中央銀行印製廠總經理、發行局局長、顧問，參與券幣印鑄、改革與發行。退休後，多於台北浙江同鄉會服務。

## 著作
- 大學用書《配位化學》（與蔡萬福合編，淡江大學出版）
- 《溶劑萃取化學基本原理與應用》（與陳小鳴合著，淡江大學出版）
- 《核爆耗劫與現代民防》（與欒元琦合著）[2]

## 外部連結
- 中華民國中央印製廠與沙烏地阿拉伯財政暨國家經濟部所屬政府文件印製廠續簽中沙印製技術合作契約－全國法規資料庫（繁體中文）